# Melanolophia vitta
Melanolophia vitta är en fjärilsart som beskrevs av Frederick H. Rindge 1964. Melanolophia vitta ingår i släktet Melanolophia och familjen mätare. Inga underarter finns listade i Catalogue of Life.